# 埃里克·布雷登
埃里克·布雷登（英語：Eric Braeden，1941年4月3日—），本名汉斯-于尔格·古德加斯特（德語：Hans-Jörg Gudegast）是一位德裔美国电影和电视演员，他曾在許多电影电视中扮演知名人物，如哥伦比亚广播公司的肥皂剧《青年和躁动》中饰演维克多·纽曼、在20世纪60年代的电视剧《老鼠巡逻队》中饰演汉斯·迪特里希、在《巨人：福宾计划》中饰演查尔斯·福宾博士、在《逃离猩球》中饰演奥托·哈斯莱因博士以及在1997年的电影《泰坦尼克号》中饰演约翰·雅各布·阿斯特四世。1998年，他凭借在《年轻和躁动》中饰演维克多·纽曼一角荣获日间时段艾美奖剧情类最佳男主角奖。